# Орлик, Эдмунд Роман
Эдмунд Роман О́рлик (пол. Edmund Roman Orlik; 1918—1982) — польский танкист, мастер танкового боя, участник Второй мировой войны. За сентябрь 1939 года на танкетке TKS с 20-мм орудием вместе со своим экипажем подбил 13 немецких танков (среди которых предположительно один PzKpfw IV Ausf B).

## Биография

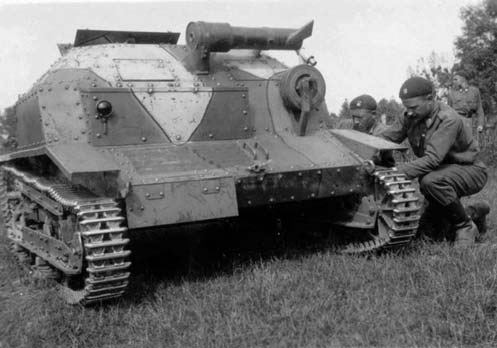
Эдмунд Роман Орлик у своего TKS

Родился в 1918 году в Рогозьно, Великопольское воеводство, Польша. Учился на строительном факультете Варшавского политехнического университета. 26 августа 1939 года призван в армию и в звании сержанта (пол. plutonowy podchorąży) назначен командиром танкетки TKS с 20-мм орудием (FK wz. 38 модель A) разведвзвода 71-го танкового батальона Велкопольской кавалерийской бригады (пол. 71 Dywizjon Pancerny, пол. Wielkopolska Brygada Kawalerii). Механик-водитель — Бронислав Закржевский (пол. Bronisław Zakrzewski).
14 сентября 1939 года при атаке кавбригады на Брохов (пол. Brochów) экипаж Орлика уничтожил 3 танка 36-го танкового полка 4-й танковой дивизии вермахта. Ему повезло с тем, что у его танкетки была мощная пушка, способная пробивать броню немецких танков. Именно повезло, потому что таких танкеток на тот момент на всю Польшу было всего 20.

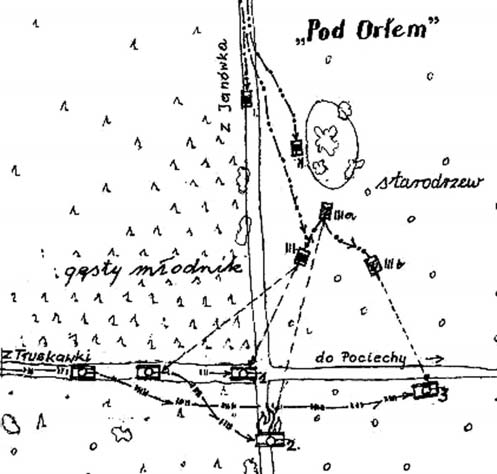
Схема боя 18 сентября

18 сентября 1939 года во время битвы на Бзуре танкетка Орлика вместе с двумя другими TKS, вооружёнными только пулемётами, были направлены на разведку местности вблизи лесного массива Кампинос к западу от Варшавы. Неожиданно он услышал гул танков противника и, приказав двум другим экипажам на TKS с пулемётами найти укрытие, сам занял позицию в засаде. Показались три немецких танка (предположительно один PzKpfw IV Ausf B и два PzKpfw 35(t)), а также несколько других автомашин 11-го танкового полка 6-й танковой дивизии. Подпустив колонну ближе, Орлик внезапно открыл огонь и уничтожил все танки противника, а остальные силы обратил в бегство. Командиром уничтоженного танка PzKpfw IV Ausf B был лейтенант Виктор IV Альбрехт фон Ратибор, потомок древнего рода немецких герцогов, погибший в этом бою. Похороны лейтенанта-аристократа вылились в общегерманский траур. Экипажу Орлика удалось выйти из боя без потерь.

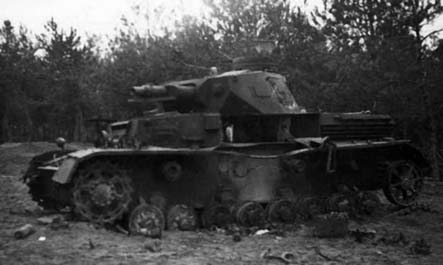
Подбитый танк Виктора Альбрехта

На следующий день Орлику улыбнулась ещё большая удача. В результате успешной контратаки против немецкой механизированной колонны он записал на свой счёт 7 подбитых PzKpfw 35(t) и захватил двух пленных. Орлик покинул поле боя только после того, как у него закончились боеприпасы. Нужно отметить, что подбитые экипажем Орлика танки имели калибр пушки 37 мм, то есть многократно превышавшую мощь орудия экипажа Орлика.
После взятия Варшавы Эдмунд Роман Орлик присоединился к польскому сопротивлению в подполье. Награждён Крестом Храбрых. В Варшаве Орлик участвовал в сопротивлении, взорвал здание Гестапо.
Орлик пережил войну, окончил Высшую школу изящных искусств в Лодзи и работал затем по специальности — архитектором. В Лодзи был проектировщиком здания университетской библиотеки, построенного в 1956–1960 годах, общежития для иностранцев (в просторечье называемой Вавилонской башней) и Центра иностранных языков. Затем он окончил факультет архитектуры Вроцлавского университета науки и техники, жил и работал в Ополе. Погиб в автокатастрофе в 1982 году.

## Награды
- Крест Храбрых